# لوسي تشارلز
لوسي تشارلز (بالإنجليزية: Lucy Anne Charles)‏ هي تريثلت بريطانية، ولدت في 15 سبتمبر 1993 في هارتفوردشير في المملكة المتحدة.

## وصلات خارجية
- الموقع الرسمي
- لوسي تشارلز على موقع الاتحاد الدولي للسباحة (الإنجليزية)
- لوسي تشارلز على موقع اتحاد الترياتلون الدولي (الإنجليزية)